# 相方が鉄ちゃんでして…
『相方が鉄ちゃんでして…』（あいかたがてっちゃんでして）は、千原櫻子による日本の鉄道漫画。千原（以降、ちーこ）が出会った夫は鉄道オタク。そんな彼に連れまわされる女性イラストレーターの鉄道ルポ。

## 登場人物

### 主要人物
当該ルポ漫画の性格上、作者と夫が中心となる。
千原櫻子（ちはら ようこ）
本作の作者であり主人公。もともと、着物好きという共通点から相方・よっちと意気投合するが、よっちの本性が明るみに出るにつれて、彼の趣味に大きく巻き込まれる事となった。よっちには「ちーこ」と呼ばれる。毎回、よっちの鉄道旅行に同伴させられる彼女によっちは「ごちそう」で餌付けして宥める。仕事の為に鉄道写真を撮るが、よっちの指令で動画をも撮影する（音楽付きで編集すると、よっちに「音楽は邪魔だからいらない」とダメだしされる）。だが、よっちとドイツ訪問時は夫の行こうとするボーヘムへ一緒に行きたいという、ハンブルクのミニチュアワンダーランド入館時は興奮するなど、よっちの影響も少しは受けつつある。
よしゆき
ちーこの夫、あだ名は「よっち」（以降、よっちと表記）。ちーことであったばかりのころは出版社勤務、ひげがなく、着物にも興味があったという（あと、ラグビーもやっていた）。だが、鉄道趣味の本性が明るみになり、そうなるとブレーキがかからずついに脱サラして鉄道模型バー「よしゆき」を開業。同時にひげを生やし始めた。実は乗り物なら何でも好きで、わざわざ引退する飛行機に搭乗するためか九州旅行の工程表に組み込み、鹿児島～福岡のみ搭乗、博多～東京は列車で帰宅した。
鉄道模型好きでもあるので、鉄道模型を持参しての「運転会」になると夢中になって時間を忘れてしまう。ちーこを伴ってドイツ入りするが、なるべく（訪問した町で）ちーこの自由活動を即させている（ちーこに文句言われずに楽しみたいからである）。
切符もぞろ目の記念切符（鉄道会社が販売する特別切符ではなく、よっちにとっての記念切符で、見た目は普通の切符）を購入。

### 同伴者
千原夫婦2人による鉄道旅行が多いが、場合によりほかの同伴者と旅行する事もある。
柴田理恵
当該ルポ漫画を出版する洋泉社の担当編集者。土合駅訪問のロケに参加する。ロケ中に仕事熱心なちーこを見て「鉄道ファンぽい」と一言（某鉄道ルポ漫画の女性作者と同じ立ち位置）。彼女のおかげで千原夫婦のツーショット写真を土合駅で撮影する事が出来た。
G
よっち行きつけの銀座にあるバーのマスター。当人は毎年夏、常連さん連れで旅行を企画。よっちもちーこを伴い島根に行くが、当人たちが飛行機で行くのに対し、千原夫婦はよっちのリクエストでほとんど列車旅となった（途中だけ、当人たちと合流）。

### その他・国内
同伴者ではないが、千原夫婦の関係者。
木次線の乗客
千原夫婦とは、たまたま宍道から備後落合までと、乗り換え先の芸備線では広島まで同じ乗客であった。それに気づいたよっちは「同志のテツ」と感じた。
S氏
「よしゆき」の客で、眼鏡の鉄道マニア男性。未婚。趣味の事も有って結婚しにくい。
B氏
「よしゆき」の客で、眼鏡の鉄道マニア男性。既婚。結婚するまで隠していたが、ドイツ旅行で列車を追いかけてしまい、妻にばれた。
K氏
「よしゆき」の客で、鉄道マニア男性。結婚前からカミングアウト、披露宴で恩師に「列車を見て暴走する事がある」とばらされ、実際に新婚旅行で列車を見て駆け寄ったため、妻は「本当にそうなんだ」と思った。
鶴見線の猫
よっちの希望で鶴見線を訪問、扇町駅では名物駅員である猫たちに出会った。
高橋修一
「鉄道コラム」のみ登場。青山学院大学准教授。鉄道史の研究をしている。
運転会会場の仲居さん
よっちが鉄道模型運転会の会場にした旅館に勤務するスタッフ。よっちたちの鉄道模型が動くのを見学しに来た。
知人ギャラリーオーナー夫妻
千原夫婦の友人が個展をするというので見物しにギャラリーへ訪問。よっちがギャラリーオーナー夫妻と話している内に、そのギャラリーで「運展会」（模型運転をする美術展覧室の会）をしようということになった。よっちの客や鉄道マニア、近所の子供、お年寄り、通りすがりの会社員などが来店して、楽しんでいた。そして気をよくしたよっちがオーナー夫婦に話をつけて、「運展会」のレギュラー化が決定した。
Hbf（ハーベーエフ）
よっちがドイツ語の中央駅「Hbf」から、「中央駅の様にみんなが集まる場所になれば」と店内サークルを創部。具体的に言うと、メンバーで鉄道模型を持ち寄り、各地で運転会を行うというもの。ちーこがとある鉄道博物館でシミュレーションをよっちにやらせると上手に出来たので驚くと、メンバーのYさん（眼鏡）が「（一部を除く）鉄道博物館なら大概あるので、さんざんやっている筈」とコメント。S氏、N氏、B氏などは模型と妻のことで葛藤中。
Dr.K（ドクターケー）
「鉄道コラム」のみ登場。ドイツ鉄道をこよなく愛する日本の鉄道マニア。

### その他・海外
よっちがちーこを伴い、ドイツへ遠征したときに知り合った人々（当然、鉄道メインの弾丸スケジュールで、ちーこはその後疲労困憊）。
ドイツ鉄道の車掌
こちらでは車内販売ではなく、車掌にメニューをオーダーする形式をとっている。ベルリン発の列車では2時間少々遅れた上に、千原夫婦の目的地・ケルンへ行けないと言われ、ドルトムントでの乗り換えを要求した車掌とよっちが同い年という事で意気投合、しかも乗り継ぎでケルン迄の到着が遅れたことで「時間つぶしに困らなくて済む」と逆にラッキーと思うよっち。
バーゼル発列車の軍人
よっちが乗りたいバーゼル発寝台車に千原夫婦が乗車したところへ軍人3人が国境検査。二人がバーデンバーデン、ハンブルクを行ったり来たりしているのが怪しいという彼らによっちは「鉄道マニアです」と英語で言うと、彼らは納得してくれた。
モーリー鉄道のスタッフ
日本にはない路面SLがドイツにあるというので、2人は乗車。車掌から切符を買い、食堂車で乾杯。途中駅で下車して、運転士とSLを眺め、撮影した。

## 書誌情報
- 千原櫻子 『相方は鉄ちゃんでして…』 洋泉社、全1巻
  1. 2014年12月18日発売 ISBN 978-4-8003-0502-2